# Crunomys suncoides
Crunomys suncoides és una espècie de mamífer rosegador de la família dels múrids. És endèmica de Mindanao (Filipines), on viu a altituds d'aproximadament 2.500 msnm. El seu hàbitat natural són els boscos primaris molsosos. Es desconeix si hi ha cap amenaça significativa per a la supervivència d'aquesta espècie. El seu nom específic, suncoides, significa ‘semblant a Suncus’ en llatí.